# Jean-Marie Cavada

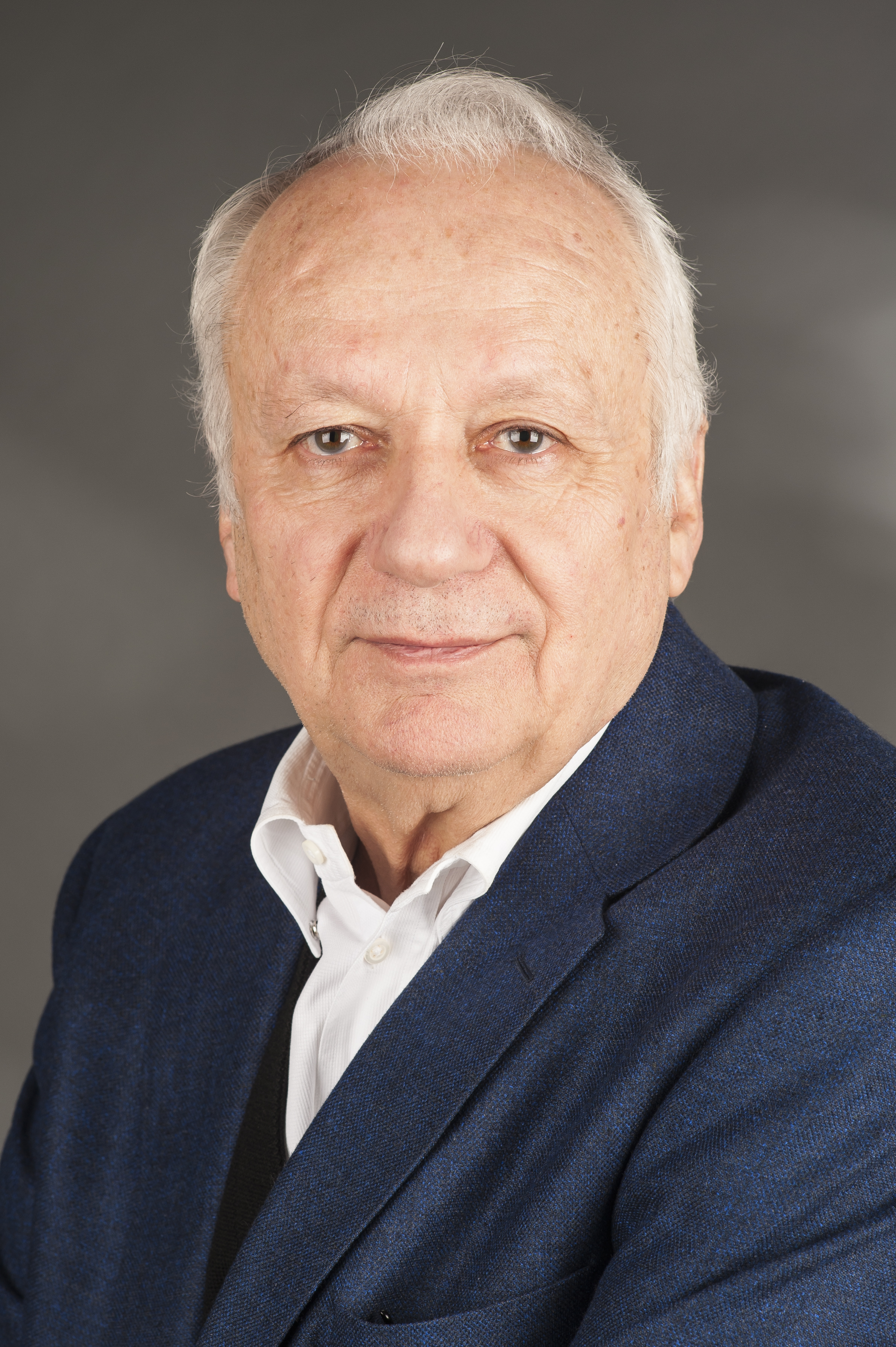
Jean-Marie Cavada (2014)

Jean-Marie Cavada (* 24. Februar 1940) ist ein französischer Politiker sowie ehemaliger Fernseh- und Radiojournalist. Er war von 1998 bis 2004 Präsident und Generaldirektor von Radio France und von 2004 bis 2019 Mitglied des Europäischen Parlaments.

## Leben und Wirken
Cavada verlor als Kleinkind beide Eltern bei einem Bombenangriff im Zweiten Weltkrieg. Da auch alle persönlichen Dokumente der Familie im Krieg zerstört wurden, war dem Waisen seine familiäre Herkunft lange Zeit unbekannt. Mutmaßlich waren die Eltern als Arbeitsmigranten aus Spanien mit ihm nach Frankreich gekommen. Für amtliche Zwecke wurde aber die Stadt Épinal im Département Vosges, in der er aufwuchs, als Geburtsort festgelegt.
Cavada wurde in den 1960er-Jahren Journalist bei der RTF in den Regionalstudios Nancy und Straßburg. 1969 wechselte er zu France Inter als Nachrichtenmoderator und Spezialist für europäische Fragestellungen, ab 1972 präsentierte er die 20-Uhr-Nachrichten im zweiten Kanal von ORTF (ab 1975 Antenne 2). Er wurde 1977 Chefredakteur der Morgennachrichten beim Radiosender RTL, im Jahr darauf kehrte er als Informationsdirektor bei France 3 zurück zum Fernsehen, von 1980 bis 1982 war er Informationsdirektor von TF1. Er wurde 1983 Exekutivdirektor der Filmproduktions- und -verleihgesellschaft Parafrance. 1986 ging er erneut zu Antenne 2 (seit 1992 France 2), wo er von 1987 bis 1999 die wöchentliche Diskussionssendung La Marche du siècle produzierte und moderierte. Cavada leitete von 1994 bis 1997 den neuen Bildungssender France 5, anschließend Réseau France Outre-mer (RFO). Von 1998 bis 2004 war er Präsident und Generaldirektor von Radio France.
Als Mitglied der Union pour la démocratie française (UDF) und Vertreter des Wahlkreises Südwest-Frankreich wurde Cavada 2004 erstmals in das Europäische Parlament gewählt. Dort saß er bis 2009 in der Fraktion der Allianz der Liberalen und Demokraten für Europa (ALDE), deren Vorstandsmitglied er von 2005 bis 2009 war. Von 2004 bis Februar 2005 war Cavada stellvertretender Vorsitzender des Ausschusses für internationalen Handel, anschließend Vorsitzender des Ausschusses für bürgerliche Freiheiten, Justiz und Inneres. Nach der Spaltung der UDF 2007 gründete Cavada mit seinen Europaparlaments-Kolleginnen Janelly Fourtou und Claire Gibault die Kleinpartei Alliance citoyenne pour la démocratie en Europe/Avenir démocrate, deren Vorsitzender Cavada war. Im Januar 2008 trat er von seinem Ausschussvorsitz im EU-Parlament zurück, um an den französischen Kommunalwahlen teilzunehmen. Er gewann einen Sitz im Stadtrat von Paris, wo er bis zu seinem Rücktritt im Dezember 2010 das 12. Arrondissement vertrat.
Im Vorfeld der Europawahl 2009 schloss sich Cavada dem Nouveau Centre (NC) an, das zu dieser Wahl im Bündnis mit der konservativen UMP antrat. Jean-Marie Cavada wurde erneut in das Europäische Parlament gewählt, wo er in der Legislaturperiode bis 2014 Vorstandsmitglied der christdemokratischen Fraktion der Europäischen Volkspartei (EVP) war. Er gehörte dem Ausschuss für Kultur und Bildung an und war Delegierter für die Beziehungen zu den Ländern der Andengemeinschaft sowie in der Parlamentarischen Versammlung Europa-Lateinamerika. Cavada hat sich für eine Vereinfachung von Auslandsadoptionen innerhalb der EU eingesetzt.
Von Dezember 2011 bis Dezember 2016 war Cavada Präsident der Europäischen Bewegung Frankreich und seit 2014 Vizepräsident der Europäischen Bewegung International.
2014 wurde Cavada über die Liste L’Alliance der pro-europäischen Mitte-Parteien UDI und MoDem für eine weitere Legislaturperiode ins Europaparlament gewählt. Dort saß er bis 2019 erneut in der liberalen ALDE-Fraktion. Er war stellvertretender Vorsitzender des Rechtsausschusses. Bis September 2014 war er stellvertretender Vorsitzender des Parteienbündnisses Union des démocrates et indépendants (UDI), zu dem sich das Nouveau Centre mit anderen Parteien der Mitte und rechten Mitte zusammengeschlossen hatte. Dann trat er aus NC und UDI aus und der neuen Partei Nous Citoyens des Unternehmers Denis Payre bei. Er wurde sogleich als Nachfolger Payres zum Vorsitzenden dieser Kleinpartei gewählt. Ende Juni 2015 verließ er Nous Citoyens wieder und gründete die neue Partei Génération Citoyens.
Im Rechtsausschuss des Europaparlaments schlug Cavada im Juni 2015 eine Einschränkung der Panoramafreiheit vor. Seiner Meinung nach diene deren kommerzielle Nutzung in erster Linie „amerikanischen Monopolen wie Facebook oder auch Wikimedia“, während eine Beschränkung auf nicht-kommerzielle Nutzung nicht nur den Urheberrechtsinhabern, sondern auch den Verbrauchern diene. In Cavadas Herkunftsland Frankreich ist die Panoramafreiheit bisher nicht vorgesehen. Die Änderung wurde schlussendlich mit 502 zu 40 Stimmen abgelehnt, auch Cavada selbst stimmte dagegen.